# Angelo Bettini

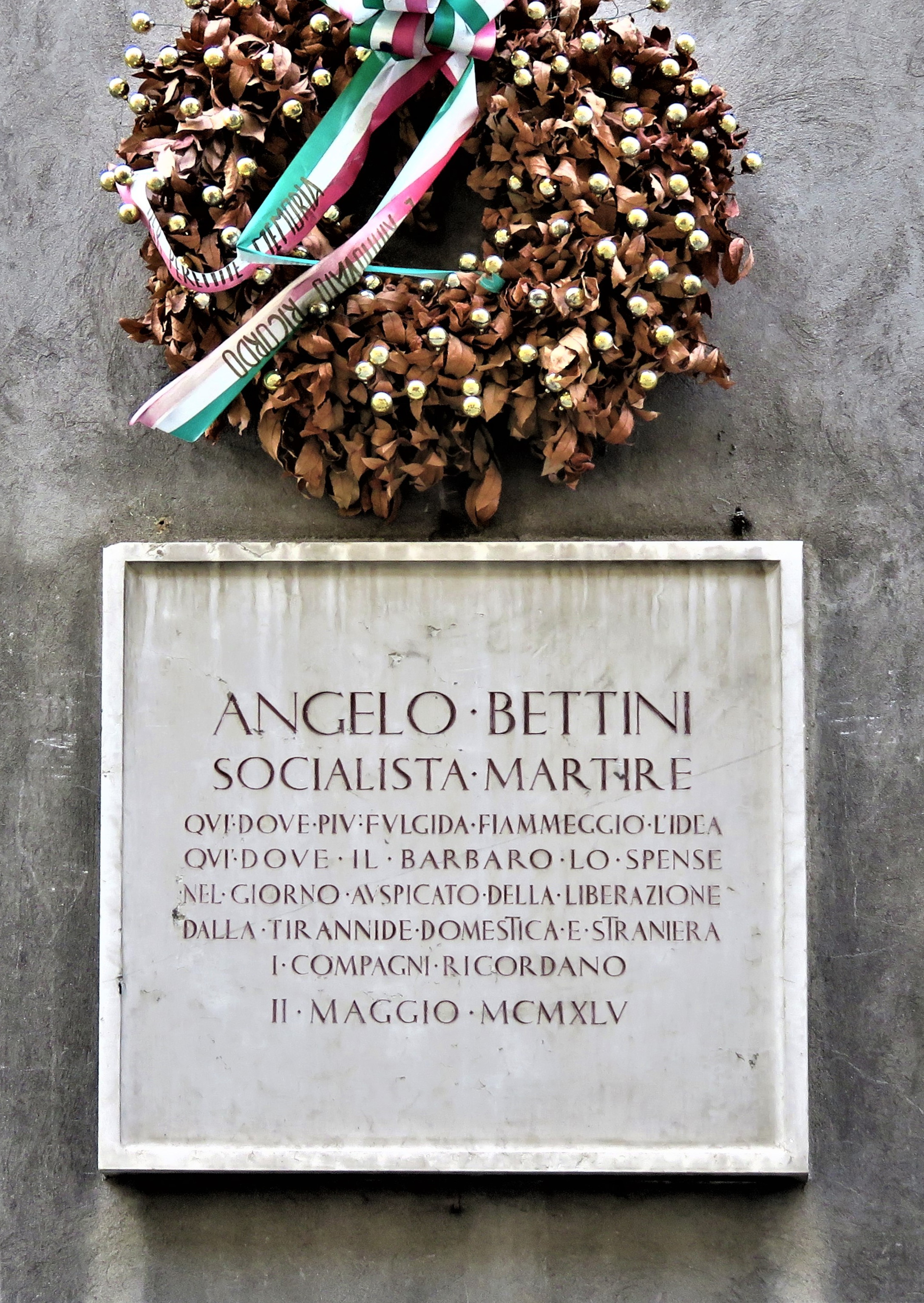
Targa ad Angelo Bettini su Casa Testori-Candelpergher a Rovereto

Angelo Bettini (Rovereto, 6 settembre 1893 – Rovereto, 28 giugno 1944) è stato un politico e partigiano italiano.

## Biografia

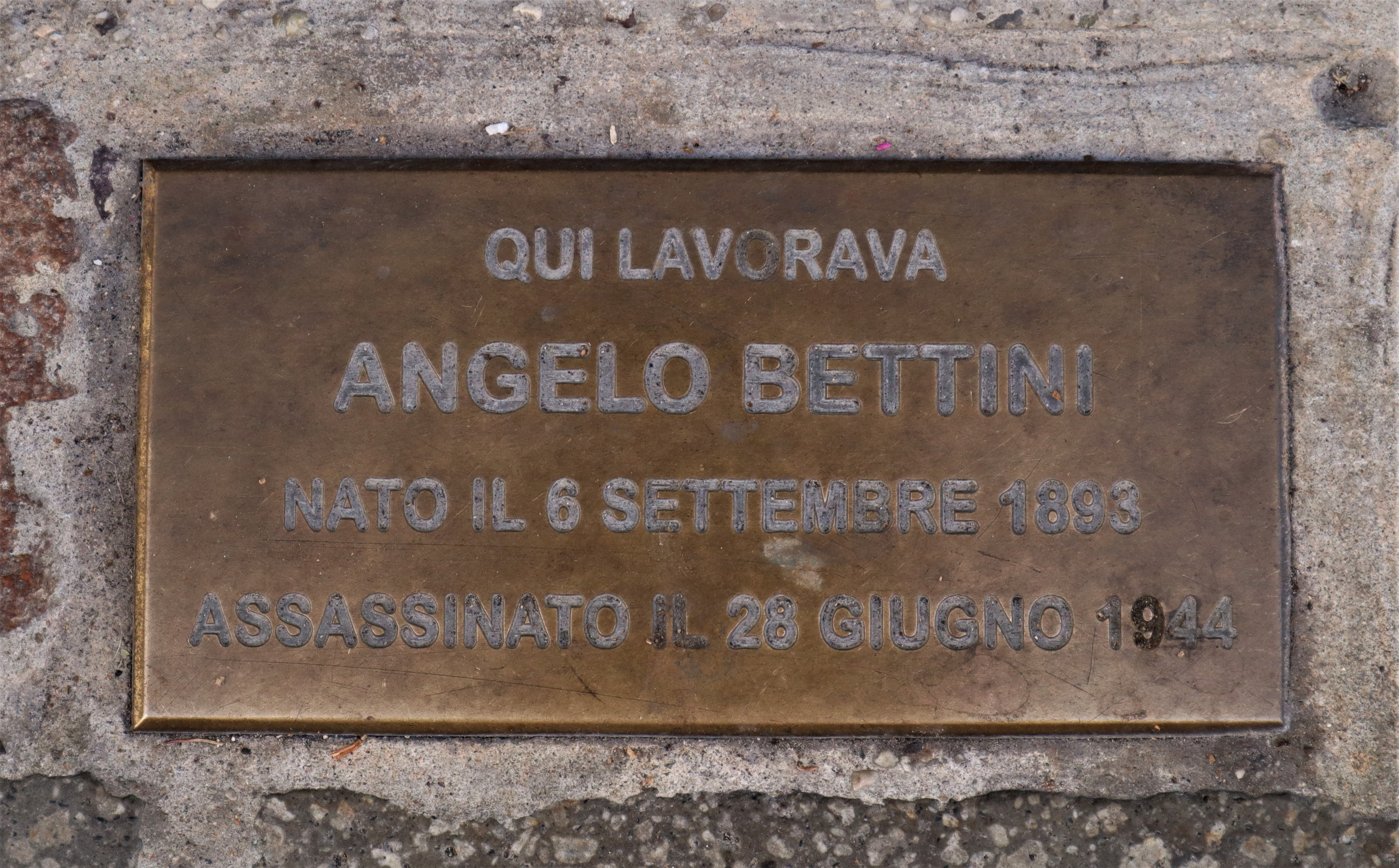
Targa in metallo, simile a una pietra d'inciampo, posta nel marciapiedi accanto a palazzo Candelpergher, a Rovereto

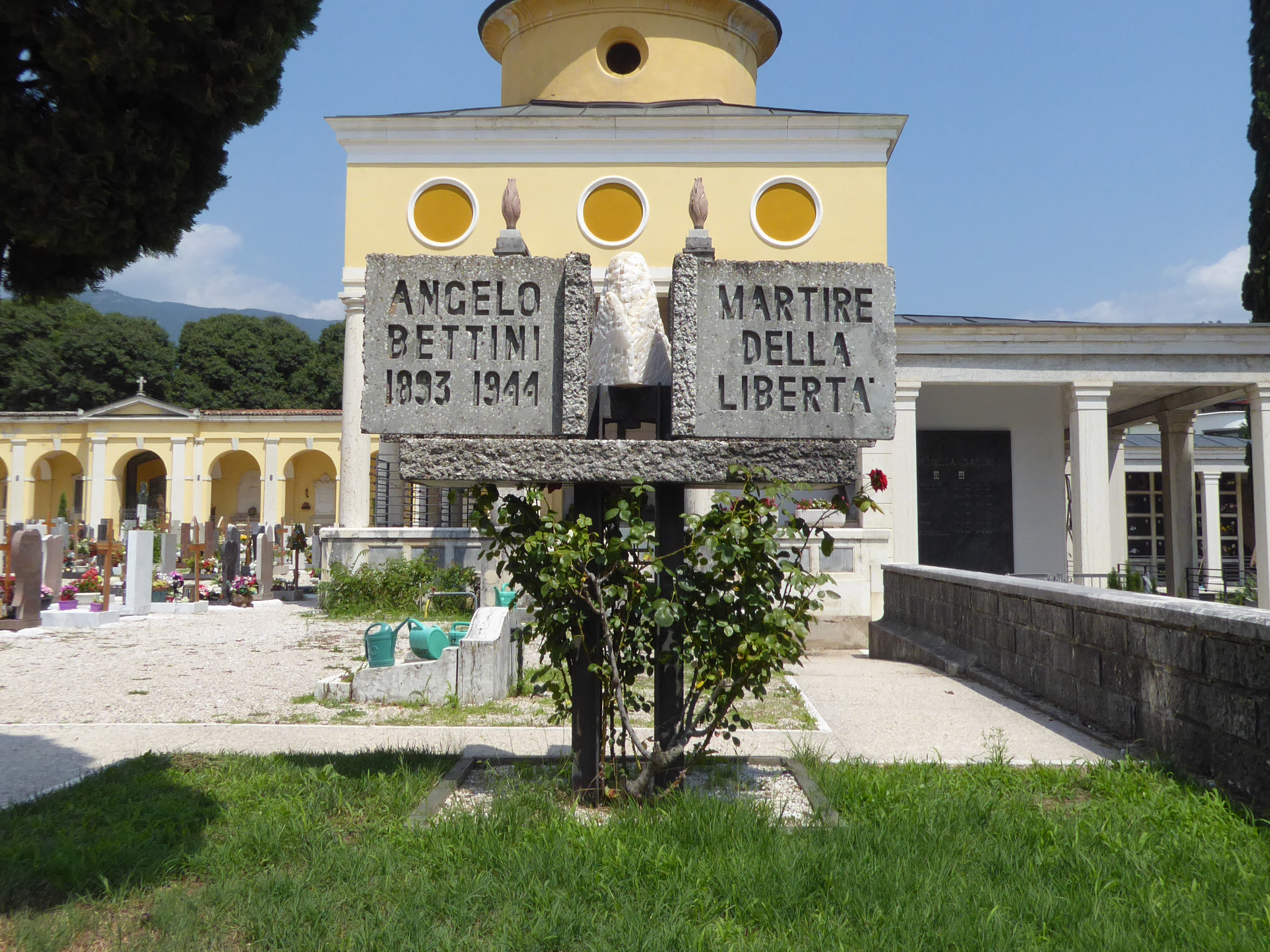
Monumento a Bettini nel cimitero di San Marco di Rovereto

Figlio di un falegname, frequentò ginnasio e liceo a Rovereto, allora parte dell'Impero austro-ungarico. Simpatizzante dell'irredentista Cesare Battisti, durante la prima guerra mondiale fuggì in Svizzera. Dopo la guerra si laureò in Giurisprudenza all'Università degli Studi di Padova, e lavorò come avvocato nello studio di Giuliano Piscel, figlio di Antonio Piscel. 
Socialista e antifascista, nel 1922 fu eletto consigliere comunale a Rovereto, e subì violenze da parte dei fascisti. Assieme a Giannantonio Manci e Giuseppe Ferrandi fondò il Movimento socialista trentino.
Durante la seconda guerra mondiale fu il responsabile del Comitato di Liberazione Nazionale di Rovereto, parte della Zona d'operazioni delle Prealpi. Il 28 giugno 1944 le SS lo arrestarono e uccisero con un colpo di pistola alla testa nel suo studio.

## Memoria
Gli sono state dedicate una stele e un'aula al tribunale di Rovereto Gli sono state intitolate una delle principali vie di Rovereto (dove lo ricorda anche una targa in marmo su casa Testori-Candelpergher, dove aveva sede il suo studio e una piccola targa metallica sul marciapiedi), ed una a Trento, a Madonna Bianca. 
Viene ricordato annualmente nell'anniversario dell'omicidio, pratica iniziata solo diversi anni dopo la morte. Nel 2021 è stato presentato il documentario Angelo Bettini: un ritratto processuale.